# Bourbonais (Illinois)
Pour les articles homonymes, voir Bourbonnais.
Ne doit pas être confondu avec Bourbonnais (Illinois).
Bourbonais est une ville fantôme, du comté de Bureau en Illinois, aux États-Unis. Elle était située dans le township de Concord, le long de la ligne de chemin de fer Burlington railroad, au sud-ouest de Wyanet et au nord-est de Buda. Fondée en 1864, elle porte le nom d'un homme d'ascendance mixte française et amérindienne qui s'était établi dans la région en 1820.